# Mont-Vully
Mont-Vully är en kommun vid Murtensjön i distriktet Lac i kantonen Fribourg, Schweiz. Kommunen skapades den 1 januari 2016 genom sammanslagningen av kommunerna Bas-Vully och Haut-Vully. Mont-Vully har 4 452 invånare (2023).
Kommunen består av byarna Lugnorre et Sur-le-Mont, Joressens, Mur, Môtier, Praz, Nant och Sugiez. Kommunförvaltningen ligger i Nant.